# Говсанський цвинтар
Говсанський цвинтар (азерб. Hövsan qəbiristanlığı) — цвинтар Баку.
Розташоване поряд із населеним пунктом Деде Коркуд поблизу селища Говсан, за яким отримало свою назву. Відоме як місце останнього (2009 рік) перепоховання 26 бакинських комісарів (за офіційними заявами влади при ексгумації було виявлено та перенесено на нове місце останки лише 23 тіл).

## Історія
На цвинтар переносяться могили зі знищуваного Нариманівського цвинтаря.

## Відомі поховання
На місці перепоховання 26 бакинських комісарів встановлено 23 стовпчики з вапняку. Яка з могил належить кому, невідомо, оскільки імен на знаках над похованнями немає.